# Rocznik Chopinowski
Rocznik Chopinowski – periodyk wydawany przez Towarzystwo im. Fryderyka Chopina w Warszawie, poświęcony życiu i twórczości Chopina, analizie, interpretacji i recepcji jego dzieł, dokumentom źródłowym (rękopiśmiennym, drukowanym, ikonograficznym), oraz popularyzacji i upamiętnianiu kompozytora w Polsce i na świecie, a także innym tematom wchodzącym w zakres chopinologii. 

## Historia
Pierwszy egzemplarz Rocznika ukazał się w 1956 roku. Inicjatorami jego wydania była Rada Naukowa Towarzystwa im. Fryderyka Chopina. Współwydawcą pierwszego tomu było Polskie Wydawnictwo Muzyczne. Pierwszym redaktorem naczelnym został Józef Michał Chomiński. Do komitetu redakcyjnego w 1956 roku należeli ponadto Krystyna Wilkowska-Chomińska (sekretarz redakcji), Zbigniew Drzewiecki, Jan Ekier, Jan Hoffman, Józef Kański, Zofia Lissa, Stefania Łobaczewska, Kazimierz Sikorski, Stanisław Szpinalski. Periodyk skupił wokół siebie grono znaczących autorów, takich jak m.in. Igor Bełza, Józef M. Chomiński, Zbigniew Drzewiecki, Jean-Jacques Eigeldinger, Krystyna Kobylańska, Zofia Lissa, Stefania Łobaczewska, Kornel Michałowski, Irena Poniatowska, Beniamin Vogel. Do roku 2001 ukazało się 25 tomów. W tym okresie do Rady Redakcyjnej należeli również Zofia Chechlińska, Andrzej Chodkowski, Zygmunt Mycielski, Wojciech Nowik, Jan Stęszewski, Mieczysław Tomaszewski, Hanna Wróblewska-Straus.  
Po wydaniu tomu 25 nastąpiła siedemnastoletnia przerwa. 
Rocznik został przez Towarzystwo im. F. Chopina reaktywowany w 2018 roku. Zachowano ciągłość w numeracji tomów. Redaktorem naczelnym wznowionej serii została Ewa Sławińska-Dahlig. Skład rady redakcyjnej w 2020 roku: Mieczysława Demska-Trębacz, Zofia Helman, Barbara Literska, Zbigniew Skowron, Ewa Sławińska-Dahlig, Beniamin Vogel, Hanna Wróblewska-Straus. Wśród autorów: Krzysztof Dorcz, Jean-Jacques Eigeldinger, Piotr Mysłakowski, Henryk F. Nowaczyk, Daniele Pistone, Alan Walker, Beniamin Vogel.  
Artykuły przed publikacją w Roczniku są recenzowane. Każdy artykuł publikowany jest w języku polskim wraz ze streszczeniem w języku angielskim.
W lutym 2023 roku Rocznik Chopinowski został włączony do międzynarodowej bazy czasopism naukowych ERIH PLUS. 

## Redaktorzy
- Józef Michał Chomiński (1956–1969)[3]
- Ewa Slawińska-Dahlig (2018 – )